# I Don't Believe in If Anymore
"I Don't Believe in If Anymore" is een nummer van de Britse singer-songwriter Roger Whittaker. Het verscheen op zijn album gelijknamige album uit 1970. Op 13 maart van dat jaar werd het uitgebracht als de enige single van het album.

## Achtergrond
"I Don't Believe in If Anymore" is geschreven door Whittaker en geproduceerd door Denis Preston. Het is een protestlied tegen oorlog dat wordt gezongen vanuit het oogpunt van een soldaat. De soldaat vertelt dat hij van het ene op het andere moment een held wordt en zijn land gaat redden, als ("if") hij zijn geweer recht kan houden, zijn bajonet kan maken en zodoende de vijand kan neerschieten. In het refrein vertelt hij echter dat dit "als" een illusie is en hij er niet meer in gelooft.
"I Don't Believe in If Anymore" werd een grote hit. Het behaalde de achtste plaats in de Britse UK Singles Chart en kwam ook in onder meer Ierland, Nieuw-Zeeland en Zuid-Afrika in de top tien terecht. In Nederland en Vlaanderen kwam het tot de tweede plaats in de Nederlandse Top 40, de Hilversum 3 Top 30 en een voorloper van de Ultratop 50. In Duitstalige landen verscheen een Duitse versie met de titel "Was hat er dir denn getan?" ("Wat heeft hij jou dan aangedaan?"), die geen hitlijsten bereikte. In 1975 werd de oorspronkelijke versie nogmaals uitgebracht, na het succes van de wereldwijde top 10-hit "The Last Farewell", en werd het een kleine hit in Australië.

## Hitnoteringen

### Nederlandse Top 40
| Hitnotering: 20-06-1970 t/m 19-09-1970 | Hitnotering: 20-06-1970 t/m 19-09-1970 | Hitnotering: 20-06-1970 t/m 19-09-1970 | Hitnotering: 20-06-1970 t/m 19-09-1970 | Hitnotering: 20-06-1970 t/m 19-09-1970 | Hitnotering: 20-06-1970 t/m 19-09-1970 | Hitnotering: 20-06-1970 t/m 19-09-1970 | Hitnotering: 20-06-1970 t/m 19-09-1970 | Hitnotering: 20-06-1970 t/m 19-09-1970 | Hitnotering: 20-06-1970 t/m 19-09-1970 | Hitnotering: 20-06-1970 t/m 19-09-1970 | Hitnotering: 20-06-1970 t/m 19-09-1970 | Hitnotering: 20-06-1970 t/m 19-09-1970 | Hitnotering: 20-06-1970 t/m 19-09-1970 | Hitnotering: 20-06-1970 t/m 19-09-1970 | Hitnotering: 20-06-1970 t/m 19-09-1970 |
| Week                                   | 1                                      | 2                                      | 3                                      | 4                                      | 5                                      | 6                                      | 7                                      | 8                                      | 9                                      | 10                                     | 11                                     | 12                                     | 13                                     | 14                                     |                                        |
| -------------------------------------- | -------------------------------------- | -------------------------------------- | -------------------------------------- | -------------------------------------- | -------------------------------------- | -------------------------------------- | -------------------------------------- | -------------------------------------- | -------------------------------------- | -------------------------------------- | -------------------------------------- | -------------------------------------- | -------------------------------------- | -------------------------------------- | -------------------------------------- |
| Nummer                                 | 26                                     | 10                                     | 4                                      | 2                                      | 2                                      | 2                                      | 4                                      | 5                                      | 6                                      | 10                                     | 15                                     | 24                                     | 28                                     | 34                                     | uit                                    |

### Hilversum 3 Top 30
| Hitnotering: 20-06-1970 t/m 05-09-1970 | Hitnotering: 20-06-1970 t/m 05-09-1970 | Hitnotering: 20-06-1970 t/m 05-09-1970 | Hitnotering: 20-06-1970 t/m 05-09-1970 | Hitnotering: 20-06-1970 t/m 05-09-1970 | Hitnotering: 20-06-1970 t/m 05-09-1970 | Hitnotering: 20-06-1970 t/m 05-09-1970 | Hitnotering: 20-06-1970 t/m 05-09-1970 | Hitnotering: 20-06-1970 t/m 05-09-1970 | Hitnotering: 20-06-1970 t/m 05-09-1970 | Hitnotering: 20-06-1970 t/m 05-09-1970 | Hitnotering: 20-06-1970 t/m 05-09-1970 | Hitnotering: 20-06-1970 t/m 05-09-1970 | Hitnotering: 20-06-1970 t/m 05-09-1970 |
| Week                                   | 1                                      | 2                                      | 3                                      | 4                                      | 5                                      | 6                                      | 7                                      | 8                                      | 9                                      | 10                                     | 11                                     | 12                                     |                                        |
| -------------------------------------- | -------------------------------------- | -------------------------------------- | -------------------------------------- | -------------------------------------- | -------------------------------------- | -------------------------------------- | -------------------------------------- | -------------------------------------- | -------------------------------------- | -------------------------------------- | -------------------------------------- | -------------------------------------- | -------------------------------------- |
| Nummer                                 | 29                                     | 11                                     | 5                                      | 3                                      | 2                                      | 2                                      | 4                                      | 5                                      | 9                                      | 13                                     | 17                                     | 22                                     | uit                                    |

### NPO Radio 2 Top 2000
| Nummer met noteringen in de NPO Radio 2 Top 2000 | '99  | '00  | '01  | '02  | '03  | '04 | '05  | '06  | '07  | '08  |
| ------------------------------------------------ | ---- | ---- | ---- | ---- | ---- | --- | ---- | ---- | ---- | ---- |
| I Don't Believe in If Anymore                    | 1003 | 1325 | 1754 | 1438 | 1220 | 980 | 1624 | 1567 | 1606 | 1422 |

1. ↑  Een vetgedrukt getal geeft de hoogste notering aan.
2. ↑  Deze tabel is bijgewerkt tot en met de laatste editie (2024).